# 1735 у науці
У 1733 році в науці й техніці відбулися такі важливі події.

## Біологія
- Карл Лінней публікує в Лейдені перше видання своєї праці «Система природи».

## Хімія
- Георг Брандт відкрив і виділив кобальт.[1] Це перший метал, відкритий з давніх часів.

## Науки про Землю
- Травень — Французька геодезична місія на екватор (до якої увійшли Шарль Марі де Ла Кондамін, П'єр Бугер, Луї Годен, Хорхе Хуан, Антоніо де Ульоа, Жозеф де Жюссьє та Жан Годен) відправляється до Еквадору.[2]

## Математика
- Леонард Ейлер розв'язує Базельську проблему, вперше поставлену П'єтро Менголі 1644 року, і проблему Сіми мостів Кеніґсберґа.

## Метеорологія
- 22 травня — Джордж Гадлі публікує перше пояснення пасатів.[3][4][5]

## Фізіологія і медицина
- 6 грудня — натуралізований британський хірург Клаудіус Ейманд у лікарні Святого Георгія в Лондоні виконує другу успішну апендектомію.[6]

## Народились
- 28 лютого — Александр-Теофіл Вандермонд (помер 1796), французький математик.
- 20 березня — Торберн Улаф Бергман (помер 1784), шведський хімік.
- 22 травня — Карло Барлетті (помер 1800), італійський фізик.
- 8 липня — Доменіко Ванделлі (помер 1816), італійський натураліст.
- 28 серпня — П'єр-Жак Віллермоз (помер 1799), французький лікар і хімік.
- 13 вересня — Жан-Поль-Луї Колла (помер 1781), французький математик, астроном і місіонер.
- 20 вересня — Джеймс Кейр (помер 1820), шотландський хімік, геолог, промисловець і винахідник.
- 23 вересня — Клас Б'єркандер (помер 1795), шведський натураліст.
- 22 листопада — П'єр-Антуан Мужен (помер 1816), французький астроном.
- 4 грудня — Йосиф Ніколаус Лаврентій (помер 1805), австрійський лікар і натураліст.
- 7 грудня — Грегоріо Фонтана (помер 1803), італійський математик.
- 26 грудня — Хрещення Чарльза Гріна (помер 1771), англійського астронома.
- Точна дата невідома: Антоніо де Леон-і-Гама (помер 1802), мексиканський ерудит і науковець.

## Померли
- 27 лютого — Джон Арбутнот (нар. 1667), шотландський лікар, математик і письменник.
- 5 квітня — Вільям Дерхем (нар. 1657), британський церковний діяч і філософ-натураліст.
- 27 вересня — Петер Артеді (нар. 1705), шведський натураліст.